# 劉三復
劉三復（?—?），唐朝润州句容人。劉三復聪敏绝人，以文章知名。年少丧父贫困，母亲有病，刘三复乞讨粟米以养亲。不离左右，很久没有参加科举。
长庆年间，李德裕担任浙西观察使，劉三復带着文章去润州见李德裕。李德裕看了他的文章，来不及整理衣冠就出门相迎，征辟为从事，管记室。劉三復母亲去世，哀痛不自胜。李德裕三次担任浙西观察使，共十年，劉三復都跟随他。太和年间，李德裕入朝辅政，用劉三復为员外郎。不久，罢相，再镇浙西，劉三復继续跟随。汝州刺史刘禹锡以同宗对待劉三復。非常重视他的才能，曾经给他赠诗。劉三復曾经梦见自己上辈子是匹马，于是看到马的痛苦，自己感同身受。后来他又跟随李德裕历任滑州、西川、扬州，官至御史中丞。会昌年间，李德裕主持朝事，劉三復自谏议大夫、给事中拜刑部侍郎、弘文馆学士判馆事。会昌四年（844年），故昭义节度使刘从谏的养子也是亲侄子刘稹反叛朝廷刚被平定，朝议以为刘从谏遗孀裴氏是裴问之妹，想赦免裴氏。法司则定罪认为裴氏有助乱之举，在李德裕命令下，劉三復上表指裴氏犒劳掳州作乱军官的妻女，激励笼络叛党，按罪应该伏法，于是获准。上表不久，劉三復病亡。著有《刘三复表状》十卷，其子刘邺。